# 色に出でにけり わが恋は
『色に出でにけり わが恋は』（いろにいでにけり わがこいは）は、2010年4月29日にういんどみるより発売された18禁恋愛アドベンチャーゲームであり、ブランドの第9作目である。題名は小倉百人一首の短歌の一つで平兼盛の作品「しのぶれど 色に出でにけり わが恋は ものや思ふと 人の問ふまで」に由来する。略称は「でにけり」。

## ストーリー
ある日、主人公・神木悠人の通っていた学園が経営難により、明治時代から続く名門女子校「嶺鳴館学園」に吸収合併される。神社の家系に生まれ、純和風の暮らしをしてきた悠人には、全国からお嬢様が集まる学園は居心地が悪い場所だった。一方、地元の名家である天城家では、跡継ぎを決める「決闘の儀」が行われることとなり、イギリス帰りの梨桜と学園長の孫娘である桔梗という二人の頭首候補の間で真剣勝負が行われる。神社の一人息子である悠人は「決闘の儀」の行方を見届ける立場にあったが、学園で飼われていたペンギンのペン次郎の乱入により、悠人は梨桜にキスをしてしまう。その後、梨桜は修行のためと称して悠人の家に転がり込んでくる。

## 登場人物

### メインキャラクター
神木 悠人（かみき ゆうと）
神木神社の跡取り息子で主人公。趣味は掃除。将来は神社を継ぐべく、日々努力をしている。正直者で、周りからの信頼も厚い。幼い頃から広い境内の掃除を続けてきたため、足腰が強い。
天城 梨桜（てんじょう りお）
声：民安ともえ
身長:155cm B/W/H:85(C)/55/85
ヒロインの一人。天城家の頭主候補の一人で、決闘の儀のためにイギリスから帰国し、学園に編入する。修行のために悠人の家に無理やり押しかける。武器はブロードソード。
高潔且つ気が強いが、心優しい一面もある。また、幼少期から英才教育を受けてきている一方、色恋沙汰には疎い上、想定外の事柄に弱い。
天城 桔梗（てんじょう ききょう）
声：かわしまりの
身長:158cm B/W/H:80(B)/56/83
ヒロインの一人。天城家の頭主候補の一人で、日本刀を武器とする。
学園の理事長の孫娘であり、梨桜の従姉にあたる。穏やかな性格だが怒ると怖い。
また、学園では生徒や教師から信頼を受けており、学友会の相談役も務めている。
鈴枝 小町（すずえだ こまち）
声：波奈束風景
身長:156cm B/W/H:90(F)/59/87
悠人の幼なじみでクラスメイト。実家は商店街にある鈴枝ベーカリーであり、将来は家業を継ぐつもりである。
悠人との仲は良好である一方、幼馴染と言う関係を超えることができずにいた。週末になると、神木神社にてアルバイトの巫女をしている。小遣いを与えられずに育てられたため、趣味は貯金と労働である。
御園 美苑（みその みその）
声：遠野そよぎ
身長:151cm B/W/H:86(D)/54/85
天城家のメイド長。常にポーカーフェイスで職務を忠実にこなす。毎日の努力を重ねて今の職に就いたため、メイド長という立場に執着している。
天城家の現頭首から孫である梨桜と桔梗を気にかけるように頼まれている。
楓 柚菜（かえで ゆずな）
声：みる
身長:145cm B/W/H:77(A)/49/78
悠人と小町の幼なじみであり1つ年下の後輩。
陽気で元気な性格に反して虚弱体質であり、ときどき貧血や吐血で倒れてしまう。三度の飯よりペンギンが大好き。

### サブキャラクター
（出典：）
春風 朋音（はるかぜ ともね）
声：柚木かなめ
身長:165cm B/W/H:84(C)/55/86
悠人、小町、柚菜とは幼なじみ。柚菜とは同級生であり、隣の家に住んでいる。
柚菜が倒れても呼ぶと迅速に登場し保健室なり病院なりへと搬送する。
鳥羽 綾媛（とば あやめ）
声：黒崎猫
身長:150cm B/W/H:79(B)/52/80
悠人達の先輩である学年の3年生。見た目は幼いものの、物腰が低く物静かな性格をしている。一人称は「ボク」のボクっ娘。
イギリスに居たときにホームシックになり、梨桜に助けてもらって以来、梨桜に恩義を感じている。
大原 九郎（おおはら くろう）
声：石川ゆうすけ
身長:180cm
公家の血を引く、学園の先輩。学歴のために由緒正しい学園に転入して来る。
学園の3年生だが、悠人達のクラスに入り浸っている。
ペン次郎
学園の学生食堂「開花亭」で飼われているペンギン。郊外の様々な場所で目撃されており、「決闘の儀」に姿を現す形で物語のきっかけを作った。

## 用語
嶺鳴館学園（れいめいかんがくえん）
天神市にある名門校。お嬢様が多く通う学園で、元は女学園だった。近隣にあった学園が廃校になったため、その学園の生徒を受け入れて共学となった。嶺鳴館学園は女子専用クラスと共学クラスに分かれている。
神木神社
伝統では嶺鳴館学園にも負けない由緒正しい神社。先祖代々、土地の名士である天城家の跡継ぎを決める儀式の見届け人をしている。

## スタッフ
- 原画：こ～ちゃ（桔梗・美苑・朋音・九郎[1]）、鳴海ゆう（梨桜・小町・柚菜・綾媛[1]）
- シナリオ：平内太兵衛
- BGM：Ecnemuse[12]

## 主題歌
オープニングテーマ「色に出でにけり わが恋は」
歌：片霧烈火、作詞：ayachi、作曲・編曲：菊田大介（Elements Garden）
エンディングテーマ「ハッピー・スマイル！」
歌：桜川めぐ、作詞：ayachi、作曲・編曲：藤間仁（Elements Garden）

## 開発
プロデューサーのちゃとらは、雑誌「メガストア」とのインタビューの中で、前年にういんどみるOasisから発売された『祝福のカンパネラ』にて恋愛の過程を十分に描けなかったことへの反省から、本作ではその部分を強化したいと話している。
同様の理由から、魔法といった非日常の要素は極力抑える方針が取られた。
本作はキスが物語において重要な要素に位置付けられており、他作品よりもキスの場面が多く用意されている。
本作では、ワイド画面やHD解像度を意識した画面構成が採用されており、その例として天城家のメイド長である紫苑が2人のお嬢様の後ろに控える場面が挙げられる。
本作では、他のういんどみる作品同様、キャラクターの表情を細かく変化させたり、漫符（エモーションマーク）による感情表現が採用されている。ちゃとらは単純な物量においては大変なことになっているが、『結い橋』の時から続けてきているため、ノウハウの部分で負担軽減を実現できているのではないかと話している。
キャラクターの部屋は各人のパーソナルデータの集合体という一面もあるため、キャラクターの特徴や趣味嗜好を反映した内容となっている。たとえば、梨桜の部屋の場合、純日本風の床の間に、西洋甲冑や武具が並べられたものとなっている。また、小町の部屋は明るく清潔な部屋であると同時に、彼女が趣味で用いる豚の貯金箱があしらわれている。
梨桜のデザインについて、デザイナーの鳴海ゆうは、キャラクターの設定と「決闘」という単語から『少女革命ウテナ』を連想し、その路線で行きたいと考えながらデザインしたと雑誌「メガストア」のインタビューの中で述べている。ただし、ウテナ並みにかっこよくなり過ぎないようにするため、スカートのデザインなどに気を使ったと話している。また、立ち絵でのしぐさや立ち振る舞いを通じて凛としたお嬢様の雰囲気を出せるようにしつつも、おてんばな性格を反映したポーズも用意された。鳴海はインタビューの中で、梨桜のデザイン案はボツも含めて10程度出してきたと話しており、ツインテールにする案もあったと話している。
なお、梨桜の武器であるブロードソードのデザインは、鳴海とは別のういんどみるスタッフがデザインした。
桔梗のデザインはこ～ちゃが担当しており、一発で通ったとインタビューの中で話している。こ～ちゃは、これまでに『結い橋』のまつりなど長い黒髪を持つヒロインを手掛けてきたため、従来のキャラクターとの区別化を心掛けたと振り返っている。桔梗の衣装はごくふつうの着物としてデザインした一方、武器の日本刀は大太刀をイメージしたデザインとなった。
小町は、華美な装飾を避け、庶民という設定を反映したデザインに仕上げられた。
柚菜は、「丸顔」「猫口」といった、鳴海の描きたいと思ったものを自由に詰め込んだデザインに仕上げられた。
サブキャラクターの朋音はあえて男性ユーザーの好みから外したデザインとなった。もう一人のサブキャラクターである鳥羽は柚菜と同様の方針でデザインされた。
シナリオについて、梨桜役の民安ともえが台本を渡された際、その内容があまりにも低質（本人曰く「あまりにもはちゃめちゃで支離滅裂、これをそのまま出したら炎上する」）だったことを収録現場に居合わせたういんどみるの社長に進言したところ「僕も実はずっとそう思っていた」と意見を受けたことで脚本が急遽変更されたことが明かされている。

## 関連商品
ジュブナイルポルノ
『色に出でけり わが恋は』
中江康嗣・著 イーグルパブリシング（パンプキンノベルズ）発行 2010年9月13日発売 ISBN 978-4-86146-1903